# Sistema pi
In matematica, un sistema pi, o anche {\displaystyle \pi \;}-sistema, su un insieme {\displaystyle \Omega \;} è una famiglia P non vuota di sottoinsiemi di {\displaystyle \Omega \;} (ovvero {\displaystyle P\subseteq } {\displaystyle {\mathcal {P}}(\Omega )}), tale che l'intersezione di due elementi (e quindi di un numero finito di elementi) di P è ancora in P; ovvero P è stabile per intersezioni finite.

## Proprietà
- Se A è un'algebra di insiemi (in particolare se è una σ-algebra), allora A è un {\displaystyle \pi \;}-sistema.
- Se A è un {\displaystyle \pi \;}-sistema che è anche un sistema Dynkin, allora A è una σ-algebra.

### Unicità dell'estensione
Una misura finita è determinata unicamente dai suoi valori su di un {\displaystyle \pi \;}-sistema, come afferma la seguente proposizione. Siano {\displaystyle \mu \;} e {\displaystyle \nu \;} misure su uno spazio misurabile {\displaystyle (X,\Sigma )\;} e sia {\displaystyle {\mathcal {I}}} un {\displaystyle \pi \;}-sistema che generi {\displaystyle \Sigma \;}.  Se
- {\displaystyle \mu (X)=\nu (X)<\infty }

- {\displaystyle \mu |_{\mathcal {I}}=\nu |_{\mathcal {I}}}

allora {\displaystyle \mu =\nu \;}